# Extase de la bienheureuse Ludovica Albertoni
L'Extase de la bienheureuse Ludovica Albertoni est une sculpture de Gian Lorenzo Bernini, dit Le Bernin, réalisée en 1674, conservée dans l'église San Francesco a Ripa, à Rome.

## Histoire
Ludovica Albertoni fait partie du Tiers Ordre Franciscain. Elle vit à Rome de 1474 à 1533, et est béatifié en 1671, notamment pour ses dons de lévitation, ses extases religieuses, et ses visions mystiques. La même année, la famille Altieri décide de lui dédier un autel dans la chapelle privée de San Francesco : la réalisation de l'œuvre est confiée à Gian Lorenzo Bernini, alors âgé de soixante-dix ans.

## Description et style

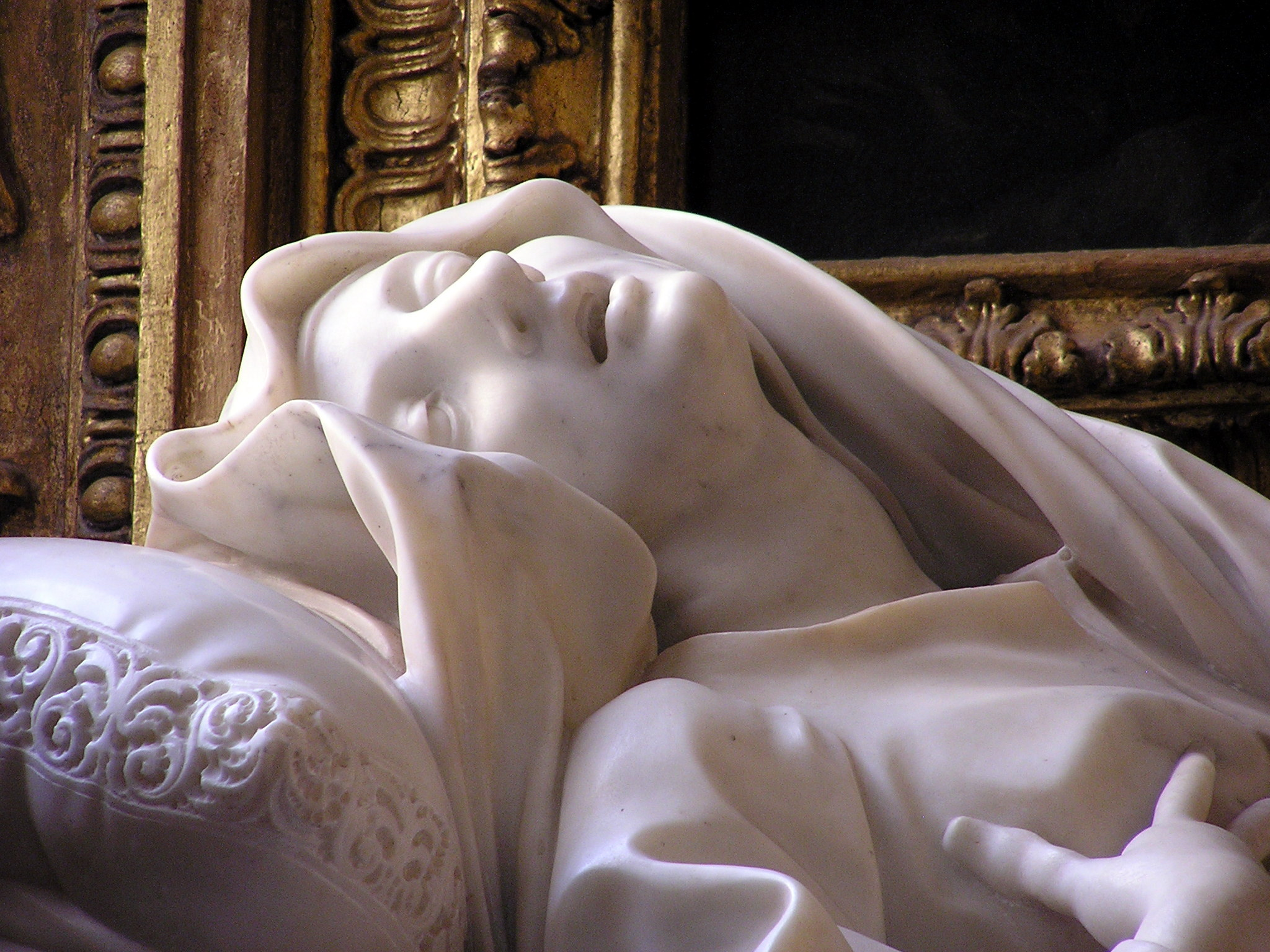
Détail de la Bienheureuse Ludovica Albertoni.

Située dans la chapelle Altieri, cet ouvrage aborde le thème de l'extase chrétienne, avec toutefois des formes plus simples et plus sobres, que l'artiste avait déjà abordé dans l'Extase de sainte Thérèse d'Avila en 1652. la sculpture exprime l'aspect religieux le plus incisif des dernières productions du Bernin ; le personnage de la bienheureuse est allongée sur un lit de marbre et repose sur un bloc de jaspe travaillé comme s'il s'agissait d'une draperie, laquelle est posée de façon non conventionnelle sur l'autel de la chapelle.
L'espace de la chapelle est très restreint, mais Bernini parvient tout de même à créer un effet scénographique, qu'il avait déjà expérimenté dans la chapelle Cornaro.
Une toile de Giovan Battista Gaulli est exposée derrière la statue de Ludovica Albertoni, de façon délibéré, dans le but de créer un contraste entre les deux œuvres. En plus de la différence manifeste des matériaux, le marbre blanc et les couleurs plus sombres de la peinture, l'agitation convulsive de la figure couchée et la délicate vision paradisiaque derrière elle, la peinture donne l'effet d'être une vision mystique de la bienheureuse.

### Traduction
- (it) Cet article est partiellement ou en totalité issu de l’article de Wikipédia en italien intitulé « Estasi della beata Ludovica Albertoni » (voir la liste des auteurs).